# Liste der Bürgermeister von Coimbra

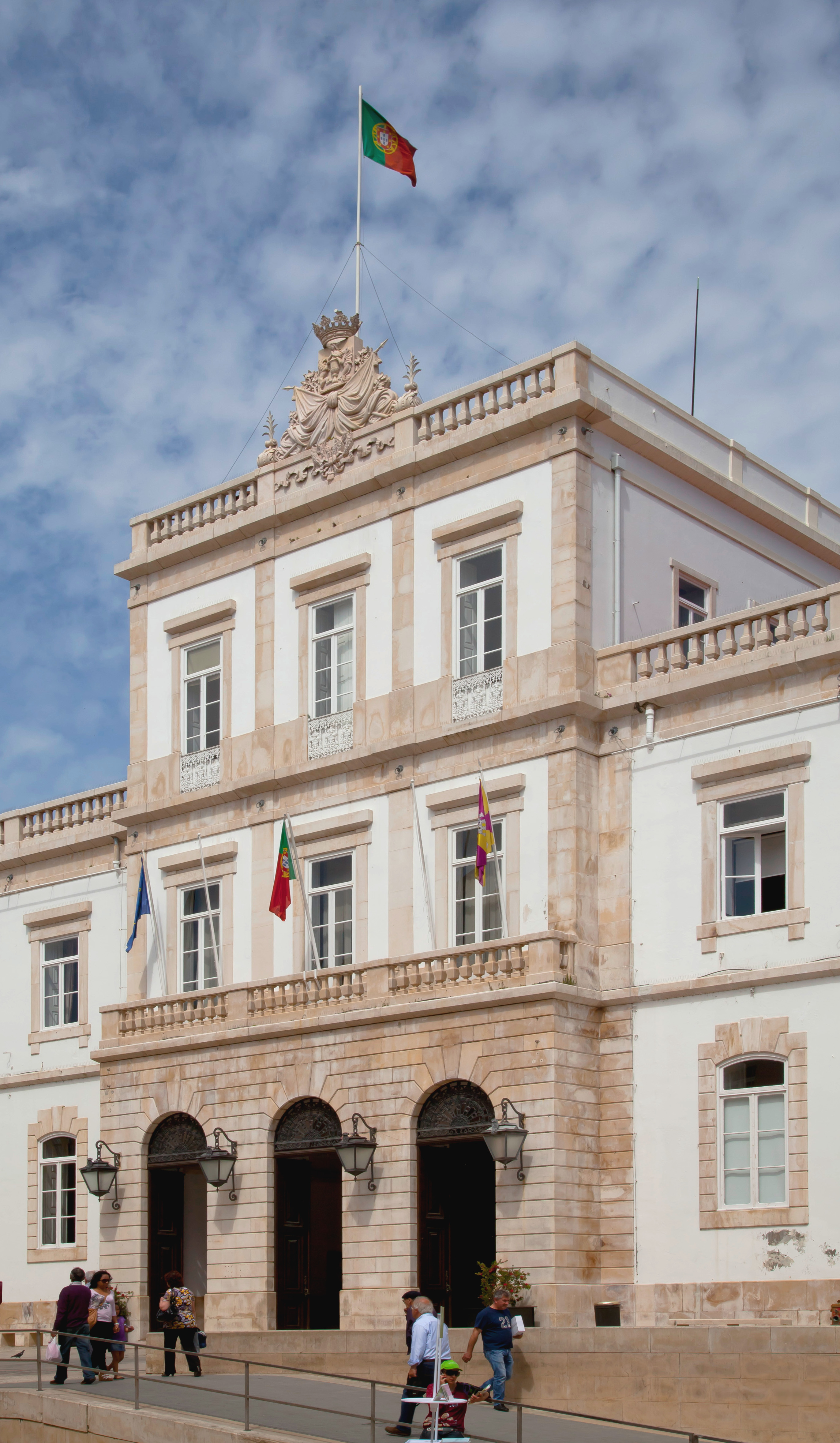
Rathaus von Coimbra (2012)

Die Liste der Bürgermeister der Stadt Coimbra enthält alle Presidente da Câmara Municipal de Coimbra (Portugiesisch für: „Präsident der Stadtverwaltung von Coimbra“) der portugiesischen Stadt Coimbra. Der Presidente da Câmara in Portugal entspricht einem Bürgermeister oder Oberbürgermeister im deutschsprachigen Raum.
Die Liste führt alle Bürgermeister Coimbras seit der Liberalen Revolution ab 1821 und dem folgenden Miguelistenkrieg 1834 auf.

## Liste der Bürgermeister von Coimbra seit 1834
- Agostinho José Pinto de Almeida, ca. 1834
- José António Rodrigues Trovão, ca. 1834–1835
- Francisco Maria Tavares de Carvalho, ca. 1835–1836
- Joaquim António da Silva, ca. 1836–1837
- José Machado de Abreu, ca. 1837
- António Inácio de Abreu, ca. 1837
- Agostinho José Pinto de Almeida, ca. 1838
- Jerónimo José de Melo, ca. 1839
- Frederico de Azevedo Faro e Noronha, ca. 1840–1841
- António Manuel Pereira, ca. 1841–1842
- José Machado de Abreu, ca. 1843–1844
- Joaquim Inácio Roxanes, ca. 1845–1846
- Joaquim de Castro Henriques, ca. 1846
- Francisco Fernandes da Costa, ca. 1846
- Manuel Marques de Figueiredo, ca. 1847
- António José Cardoso Guimarães, ca. 1847–1851
- Cesário Augusto de Azevedo Pereira, ca. 1852–1855
- António Augusto da Costa Simões, ca. 1856–1857
- Raimundo Venâncio Rodrigues, ca. 1858–1862
- Francisco Fernandes da Costa, ca. 1862
- António Luís de Sousa Henriques Seco, ca. 1863
- D. José Maria de Vasconcelos Azevedo Silva e Carvajal, Visconde Das Canas, ca. 1864–1865
- Manuel Dos Santos Pereira Jardim, Visconde de Montessão, ca. 1866–1867
- Raimundo Venâncio Rodrigues, ca. 1868–1869
- Joaquim Augusto das Neves Barateiro, ca. 1870–1871
- Lourenço de Almeida Azevedo, ca. 1872–1873
- Fernando Augusto de Andrade Pimentel e Melo, ca. 1874–1875
- Lourenço de Almeida Azevedo, ca. 1876–1885
- João José Dantas Souto Rodrigues, ca. 1886
- Luís da Costa e Almeida, ca. 1887
- Manuel da Costa Alemão, ca. 1890–1892
- João Maria Correia Aires de Campos, ca. 1893–1895
- Luís Pereira da Costa, ca. 1896–1898
- Manuel Dias da Silva, ca. 1899–1904
- José Ferreira Marnoco e Sousa, ca. 1905–1907, 1908
- João Rodrigues Donato, ca. 1908
- Sidónio Bernardino Cardoso da Silva Pais, ca. 1910
- António Augusto Gonçalves, ca. 1911–1913
- José Falcão Ribeiro, ca. 1913
- Francisco Vilaça da Fonseca, ca. 1914–1917
- Eusébio Tamagníni de Matos Encarnação, ca. 1918
- Augusto Joaquim Alves dos Santos, ca. 1919
- Fernando Bissaia Barreto, ca. 1923
- Mário Augusto de Almeida, ca. 1926–1928
- Abel Augusto Dias Urbano, ca. 1928
- João Dos Santos Jacob, ca. 1929–1931
- Afonso José Maldonado, ca. 1931
- Manuel Serras Pereira, ca. 1934
- Luís Wittnich Carrisso, ca. 1935
- Ferrand Pimentel de Almeida, ca. 1935–1941
- Alberto de Sá Oliveira, ca. 1942–1951
- José Maria Correia Cardoso, ca. 1951–1957
- Joaquim de Moura Relvas, ca. 1957–1966
- Júlio de Araújo Vieira, ca. 1966–1974
- Rui Braga Carrington da Costa, ca. 1974–1976
- Maria Judite Pinto de Abreu, ca. 1977–1980
- António Monteiro Dos Santos Moreira, ca. 1980–1983
- Fernando Luís Mendes Silva, ca. 1983–1986
- António Monteiro dos Santos Moreira, ca. 1986–1990
- Manuel Augusto Soares Machado, ca. 1990–2002
- Carlos Manuel de Sousa Encarnação, ca. 2002–2010
- João Paulo Barbosa de Melo, ca. 2010–2013
- Manuel Augusto Soares Machado, 2013–2021
- José Manuel Monteiro de Carvalho e Silva, seit 2021